# Edward Bluemel
Edward Bluemel, född 1993 i Lambeth, London, är en brittisk skådespelare.
Bluemel har bland annat medverkat i TV-serierna Hotell Halycon, Killing Eve och Castlevania: Nocturne.

## Filmografi (i urval)
- 2017 – Hotell Halcyon (TV-serie)
- 2019–2022 – Killing Eve (TV-serie)
- 2023 – Castlevania: Nocturne (TV-serie)
- 2024 – My Lady Jane (TV-serie)